# Polnische Fußballnationalmannschaft/Europameisterschaften
Der Artikel beinhaltet eine ausführliche Darstellung der polnischen Fußballnationalmannschaft bei Europameisterschaften. Die polnische Mannschaft konnte sich nur viermal qualifizieren und nahm zudem einmal als automatisch qualifizierter Co-Gastgeber teil. In der ewigen Bestenliste liegt Polen auf dem 18. Platz.

## Übersicht
Polen nahm an allen EM-Qualifikationen teil.
| Jahr | Gastgeberland           | Teilnahme bis …    | Letzte(r) Gegner                    | Ergebnis 1         | Trainer            | Bemerkungen und Besonderheiten |
| ---- | ----------------------- | ------------------ | ----------------------------------- | ------------------ | ------------------ | --- |
| 1960 | Frankreich              | nicht qualifiziert | nicht qualifiziert                  | nicht qualifiziert | nicht qualifiziert | Im Achtelfinale an Spanien gescheitert, das sich dann weigerte im Viertelfinale gegen den späteren Sieger UdSSR zu spielen. |
| 1964 | Spanien                 | nicht qualifiziert | nicht qualifiziert                  | nicht qualifiziert | nicht qualifiziert | In der Vorrunde an Nordirland gescheitert, das sich auch nicht für die Endrunde qualifizieren konnte. |
| 1968 | Italien                 | nicht qualifiziert | nicht qualifiziert                  | nicht qualifiziert | nicht qualifiziert | In der Qualifikation an Frankreich gescheitert, das sich auch nicht für die Endrunde qualifizieren konnte. |
| 1972 | Belgien                 | nicht qualifiziert | nicht qualifiziert                  | nicht qualifiziert | nicht qualifiziert | In der Qualifikation am späteren Europameister Deutschland gescheitert. |
| 1976 | Jugoslawien             | nicht qualifiziert | nicht qualifiziert                  | nicht qualifiziert | nicht qualifiziert | In der Qualifikation an Vizeweltmeister Niederlande gescheitert. |
| 1980 | Italien                 | nicht qualifiziert | nicht qualifiziert                  | nicht qualifiziert | nicht qualifiziert | In der Qualifikation wieder an Vizeweltmeister Niederlande gescheitert. |
| 1984 | Frankreich              | nicht qualifiziert | nicht qualifiziert                  | nicht qualifiziert | nicht qualifiziert | In der Qualifikation an Portugal gescheitert. |
| 1988 | Deutschland             | nicht qualifiziert | nicht qualifiziert                  | nicht qualifiziert | nicht qualifiziert | In der Qualifikation am späteren Europameister Niederlande gescheitert. |
| 1992 | Schweden                | nicht qualifiziert | nicht qualifiziert                  | nicht qualifiziert | nicht qualifiziert | In der Qualifikation an England gescheitert. |
| 1996 | England                 | nicht qualifiziert | nicht qualifiziert                  | nicht qualifiziert | nicht qualifiziert | In der Qualifikation an Rumänien, Frankreich gescheitert. |
| 2000 | Niederlande und Belgien | nicht qualifiziert | nicht qualifiziert                  | nicht qualifiziert | nicht qualifiziert | In der Qualifikation an Schweden und England gescheitert. |
| 2004 | Portugal                | nicht qualifiziert | nicht qualifiziert                  | nicht qualifiziert | nicht qualifiziert | In der Qualifikation an Schweden und Lettland gescheitert. |
| 2008 | Österreich und Schweiz  | Vorrunde           | Kroatien, Österreich, Deutschland   | 14.*               | Leo Beenhakker     | Ohne Sieg ausgeschieden. |
| 2012 | Polen und Ukraine       | Vorrunde           | Griechenland, Russland, Tschechien  | 14.*               | Franciszek Smuda   | Als Co-Gastgeber automatisch qualifiziert. Ohne Sieg ausgeschieden. |
| 2016 | Frankreich              | Viertelfinale      | Portugal                            | 7.*                | Adam Nawałka       | Durch Siege gegen Nordirland und die Ukraine sowie ein Remis gegen Weltmeister Deutschland erreichte Polen als Gruppenzweiter erstmals die K.-o.-Runde. Aus im Viertelfinale durch Elfmeterschießen gegen den späteren Europameister. |
| 2021 | Europa                  | Vorrunde           | Slowakei, Spanien, Schweden         | 21.*               | Paulo Sousa        | Am 13. Oktober 2019 als dritte Mannschaft vorzeitig qualifiziert. Als Gruppenletzter bei der Endrunde ausgeschieden. |
| 2024 | Deutschland             | Vorrunde           | Niederlande, Österreich, Frankreich | 23.*               | Michał Probierz    | Durch den Sieg im Elfmeterschießen im Play-off-Finale gegen Wales qualifiziert. |

## Endrunden mit vier Teilnehmern

### EM 1960
An der ersten Fußball-Europameisterschaft 1960, die noch als „Europapokal der Nationen“ ausgetragen wurde, wollten auch die Polen teilnehmen. Dazu mussten sie im Achtelfinale gegen Spanien antreten. Am 28. Juni 1959 bestritten sie, von Czesław Krug trainiert, in Chorzów ihr erstes EM-Qualifikationsspiel. Ernest Pohl brachte die Polen in der 34. Minute in Führung. Alfredo Di Stéfano und Luis Suárez konnten aber mit je zwei Toren das Spiel drehen. Lucjan Brychczy gelang dann nur noch eine Ergebnisverbesserung. Im Rückspiel verloren sie dann mit 0:3. Spanien weigerte sich dann aber, im Viertelfinale gegen die UdSSR zu spielen, die damit kampflos die Endrunde erreichte und erster Europapokalsieger der Nationen wurde.

### EM 1964
Vier Jahre später wollten dann mehr Mannschaften als 1960 teilnahmen, daher wurde dem Achtelfinale eine Vorrunde vorgeschaltet. Polen musste gegen Nordirland antreten und verlor zweimal mit 0:2. Nordirland scheiterte dann im Viertelfinale am späteren Europameister Spanien.

### EM 1968
Für die Fußball-Europameisterschaft 1968 wurden in der Qualifikation erstmals Gruppenspiele angesetzt. Polen musste sich gegen die Nachbarn Belgien, Frankreich und Luxemburg qualifizieren. Polen, nun von Klaus Masseli trainiert, gewann am 2. Oktober 1966 gegen Luxemburg erstmals ein EM-Qualifikationsspiel (4:0). Danach übernahm aber Antoni Brzeżańczyk den Trainerposten für ein Spiel (1:2 gegen Frankreich). Unter Michał Matyas gaben sie dann als einzige Mannschaft beim torlosen Remis in Luxemburg einen Punkt an die Luxemburger ab. Zwar gewannen sie beide Spiele gegen Belgien, durch die beiden Niederlagen gegen Frankreich wurde aber hinter den punktgleichen Belgiern nur der dritte Platz erreicht, da diese ein Tor mehr geschossen hatten. Gruppensieger Frankreich scheiterte im Viertelfinale dann an Jugoslawien, das bei der Endrunde in Italien Zweiter wurde.

### EM 1972
Für die EM-Endrunde 1972 konnten sich die Polen, die seit 1971 von Kazimierz Górski trainiert wurden, auch nicht qualifizieren. In einer Gruppe mit der Bundesrepublik Deutschland, der Türkei und Albanien verloren sie das Heimspiel gegen Deutschland und in der Türkei, gewannen nur die anderen beiden Heimspiele und erreichten in den anderen beiden Auswärtsspielen nur Unentschieden. Damit waren sie als Zweiter ausgeschieden. Gruppensieger Deutschland erreichte die Endrunde in Belgien und gewann erstmals den Titel. Polen konnte dann unter Górski aber drei Monate nach der EM-Endrunde die olympische Goldmedaille gewinnen, wobei der Großteil der Spieler schon in der EM-Qualifikation eingesetzt worden war, da diese als Staatsamateure auch bei den olympischen Spielen startberechtigt waren. Danach gelang dann nach 36 Jahren wieder die WM-Qualifikation und Polen wurde zu einer der großen Überraschungen bei der Fußball-Weltmeisterschaft 1974.

### EM 1976
1976 wurde die Endrunde letztmals mit vier Mannschaften ausgetragen. Nach dem Achtungserfolg bei der WM 1974, bei der Polen mit sehenswertem Offensivfußball Dritter geworden war, wollte sich die Mannschaft auch erstmals für die EM-Endrunde qualifizieren. In der Gruppenphase der Qualifikation trafen sie auf den Vizeweltmeister Niederlande sowie Italien, das sie bei der WM in der Gruppenphase ausgeschaltet hatten und Finnland. Polen verlor auch diesmal nicht gegen Italien, beide trennten sich zweimal torlos, und war am Ende punktgleich mit den Niederländern. Aber die Niederländer hatten zwar mehr Gegentore kassiert, aber auch deutlich mehr Tore geschossen. Damit war Polen als Zweiter ausgeschieden, die Niederländer erreichten die Endrunde in Jugoslawien und wurden dort Dritter. Polen erreichte immerhin bei den Olympischen Spielen 1976 erneut das Finale, verlor dieses aber gegen die DDR. Danach trat Kazimierz Górski zurück und sein Assistent Jacek Gmoch übernahm das Amt des Nationaltrainers, der aber nach dem Aus in der zweiten Finalrunde der WM 1978 zurücktrat.

## Endrunden mit acht Teilnehmern

### EM 1980
In der Qualifikation für die Europameisterschaft in Italien, die erstmals mit acht Mannschaften ausgetragen wurde, trafen die nun von Ryszard Kulesza trainierten Polen wieder auf Vizeweltmeister Niederlande sowie die DDR, die Schweiz und Island. Polen verlor nur in der DDR, kassierte die wenigsten Gegentore und bot den Niederländern lange ein Kopf-an-Kopf-Rennen um den Gruppensieg, verspielte diesen aber durch ein 1:1 im letzten Spiel in Amsterdam nach 1:0-Führung. Die Niederländer hatten damit einen Punkt mehr, scheiterten bei der EM-Endrunde aber in der Gruppenphase am späteren Europameister Deutschland.

### EM 1984
In der Qualifikation vier Jahre später traf Polen, das seit Ende 1980 von Antoni Piechniczek trainiert wurde, nach dem erneuten dritten Platz bei der WM 1982 auf Portugal, die Sowjetunion und Finnland. Polen gewann nur das erste Spiel in Finnland, erreichte noch zwei Remis gegen Finnland und die UdSSR, verlor aber drei Spiele und wurde abgeschlagen nur Dritter. Portugal fuhr erstmals zur EM-Endrunde, wo die Mannschaft im Halbfinale an Gastgeber Frankreich scheiterte. Piechniczek blieb im Amt und führte Polen zur WM 1986, trat aber nach dem Achtelfinalaus gegen Brasilien zurück.

### EM 1988
Für die Europameisterschaft in Deutschland wollte sich Polen, nun von Wojciech Łazarek trainiert, gegen die Niederlande, Ungarn, Griechenland und Zypern qualifizieren. Polen gab aber als einzige Mannschaft gegen Zypern einen Punkt ab und hatte am Ende ebenso wie die Ungarn ein ausgeglichenes Punktekonto. Dies reichte aber nur zum vierten Platz. Die Niederländer, die sich zwei Jahre zuvor nicht für die WM qualifiziert hatten, setzten sich ungeschlagen mit sechs Siegen und zwei Remis durch und gewannen bei der EM erstmals den Titel. Łazarek blieb zunächst im Amt, nachdem die Qualifikation zur WM 1990 auch nicht positiv verlief, wurde er in der laufenden Qualifikation von Andrzej Strejlau abgelöst.

### EM 1992
In der Qualifikation für die EM 1992 traf Polen auf England, Irland und die Türkei. Polen verloren zwar nur das erste Spiel in England, konnte aber nur gegen die Türkei beide Spiele gewinnen, die auch alle anderen Spiele verlor. Da die Engländer kein Spiel verloren, hatten sie am Ende einen Punkt mehr als Irland sowie zwei mehr als Polen und fuhren zur EM-Endrunde, bei der sie aber in der Vorrunde ausschieden. Strejlau blieb erst einmal im Amt, nach der missglückten Qualifikation für die WM 1994 war aber auch seine Amtszeit beendet.

## Endrunden mit 16 Teilnehmern

### EM 1996
Für die EM 1996, die erstmals mit 16 Mannschaften ausgetragen wurde, mussten sich die Polen gegen Rumänien, Frankreich und Israel sowie die Slowakei und Aserbaidschan, die erstmals teilnahmen, qualifizieren. Polen ging in die Qualifikation mit Henryk Apostel als Nationaltrainer, gewann nur die Heimspiele gegen Aserbaidschan, Israel und die Slowakei, spielt viermal remis und verlor drei Spiele. Als Vierter hatten sie mit der Entscheidung um den Gruppensieg nichts zu tun. Rumänien wurde Gruppensieger, Frankreich erreichte als sechstbester Gruppenzweiter ebenfalls die Endrunde, wo beide in der Gruppenphase erneut aufeinander trafen. Apostels Amtszeit endete damit.

### EM 2000
Für die EM 2000 musste sich Polen, das nun von Janusz Wójcik trainiert wurde, gegen Schweden, England, Bulgarien und Luxemburg qualifizieren. Polen gewann nur gegen Bulgarien und Luxemburg, war am Ende aber punktgleich mit England, hatte aber sowohl den direkten Vergleich verloren als auch die schlechtere Tordifferenz. Damit schieden sie als Gruppendritter aus. Schweden als Gruppensieger und England über die Playoffspiele der Gruppenzweiten gegen Schottland fuhren zur EM, scheiterten dort aber beide in der Gruppenphase. Wójciks Amtszeit endete damit, sein Nachfolger Jerzy Engel führte Polen dann zur WM 2002, nach dem Vorrundenaus bei der WM wurde Engel durch Zbigniew Boniek ersetzt, der aber bereits nach nur fünf Spielen als Trainer zurücktrat.

### EM 2004
In der Qualifikation für die EM in Portugal trafen die nun von Paweł Janas trainierten Polen wieder auf Schweden sowie Lettland, Ungarn und San Marino. Polen konnte von den Heimspielen nur das Spiel gegen San Marino gewinnen, das alle acht Spiele verlor. Zwar gelangen Auswärtssiege in Lettland, San Marino und Ungarn, das reichte aber nur zum dritten Platz. Schweden qualifizierte sich als Gruppensieger direkt, Lettland überraschend über die Playoffs gegen die Türkei. Bei der Endrunde spielten beide aber keine große Rolle. Janas blieb im Amt, erhielt eine neue Chance und konnte sich mit Polen für die WM im Nachbarland Deutschland qualifizieren, nach dem Aus in der Vorrunde wurde er aber durch den niederländischen Trainer Leo Beenhakker ersetzt.

### EM 2008

Startaufstellungen im ersten EM-Spiel der Polen

Für die Europameisterschaft 2008 konnte sich Polen dann erstmals qualifizieren. In einer Gruppe mit Belgien, Portugal, Serbien, das erstmals allein teilnahm, Finnland, Kasachstan, Armenien und Aserbaidschan wurde mit einem Punkt Vorsprung vor den Portugiesen der erste Platz belegt. Dabei war die Qualifikation kein Selbstläufer: Im ersten Spiel wurde zu Hause mit 1:3 gegen Finnland verloren, nach einem 1:1 gegen Serbien folgten zwar sechs Siege, aber dann wurde in Armenien mit 0:1 verloren. Zwei weitere Unentschieden in Portugal und Finnland gefährdeten die Qualifikation dann zusätzlich. Aber da sich die Konkurrenz auch gegenseitig Punkte abnahm, reichte es am Ende. Am 17. November 2007 stand die erste EM-Teilnahme dann fest. Die Portugiesen als Gruppenzweite mussten noch vier Tage länger warten, bis auch ihre Teilnahme feststand. Leo Beenhakker wurde darauf vom polnischen Staatspräsidenten Lech Kaczyński mit dem Orden „Polens Wiedergeburt“ ausgezeichnet.
Bei der Endrunde wurde Polen in eine Gruppe mit Co-Gastgeber Österreich, dem WM-Dritten und Rekordeuropameister Deutschland und Kroatien gelost. Im Auftaktspiel verloren sie mit 0:2 gegen Deutschland durch zwei Tore des in Polen geborenen Lukas Podolski. Im Spiel gegen überlegene Österreicher hielten sie 30 Minuten das Tor sauber, dann gelang dem erst am 17. April 2008 eingebürgerten Roger Guerreiro das erste EM-Tor für Polen und damit das 1:0. Dieses hielt bis zur Nachspielzeit, dann foulte Mariusz Lewandowski den Österreicher Sebastian Prödl im Strafraum und der Schiedsrichter gab Elfmeter. Diesen verwandelte Ivica Vastić in der dritten Minute der Nachspielzeit und ist damit der älteste Torschütze in einem EM-Spiel. Im letzten Spiel gegen die bereits für das Viertelfinale qualifizierten Kroaten, die einige Stammspieler schonten, wurde dann mit 0:1 verloren. Polen schied damit als Gruppenletzter aus. Kroatien scheiterte in einem dramatischen Viertelfinale im Elfmeterschießen an der Türkei, Deutschland erreichte zum sechsten Mal das Finale, verlor aber gegen Spanien. Beenhakker blieb zunächst im Amt, nach der 0:3-Niederlage gegen Slowenien am 9. September 2009 in der Qualifikation für die Weltmeisterschaft 2010, mit der das Team seine letzte Chance verspielte, trennte sich der Polnische Fußballverband aber von Beenhakker.

### EM 2012

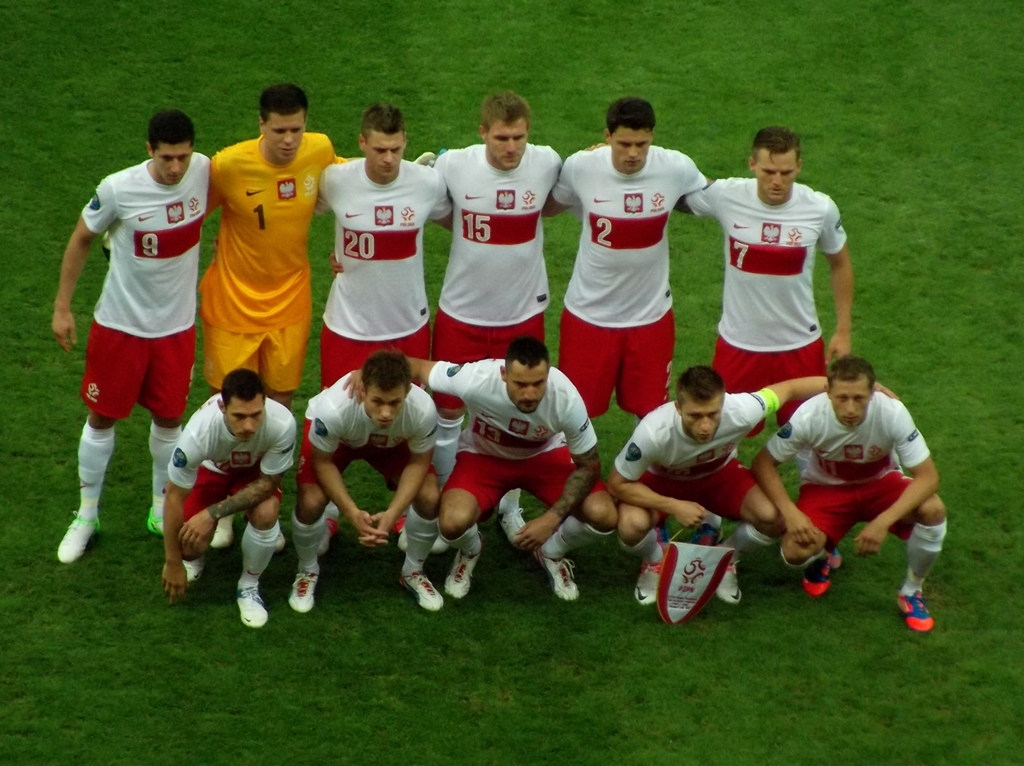
Die Mannschaft vor dem Eröffnungsspiel gegen Griechenland

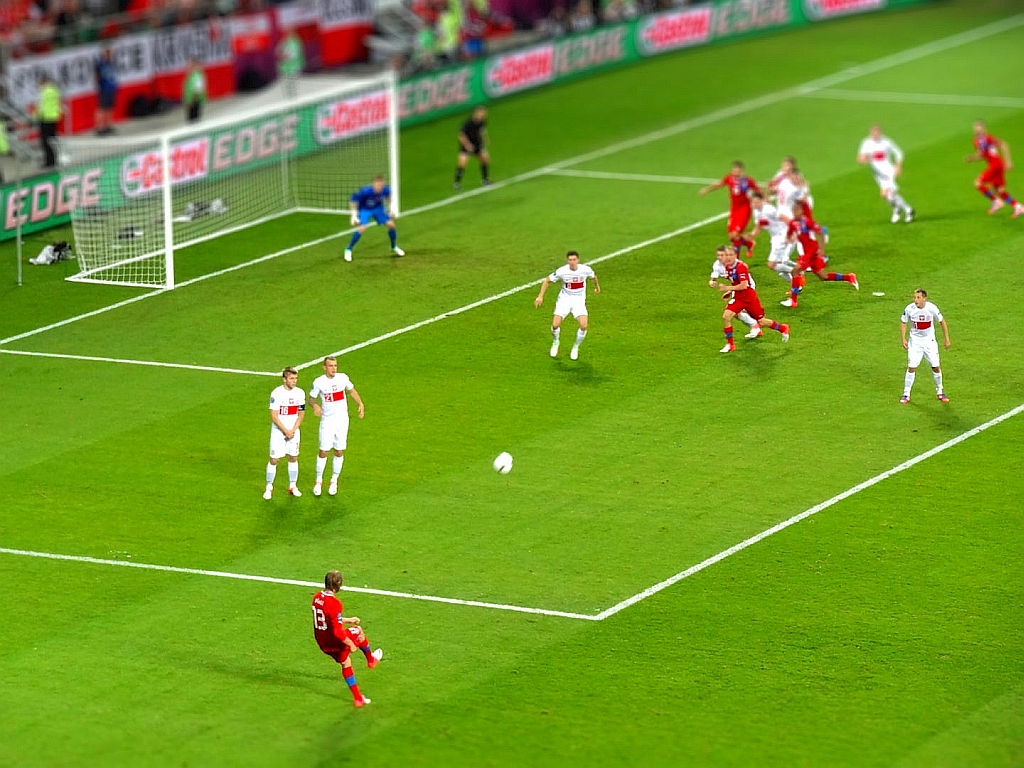
Szene aus dem Spiel gegen Tschechien

Für die EM 2012 hatte sich Polen zusammen mit der Ukraine beworben und erhielt am 18. April 2007 den Zuschlag. Konkurrenten bei der Bewerbung waren Aserbaidschan, Griechenland, Italien, Rumänien, Russland und die Türkei sowie Kroatien und Ungarn ebenfalls mit einer Gemeinschaftsbewerbung. Obwohl Polen und die Ukraine bei der Vorentscheidung nur die drittmeisten Stimmen bekamen, setzten sie sich am Ende gegen Italien sowie Kroatien und Ungarn durch. Polen musste sich damit nicht erneut qualifizieren, für die Ukraine bedeutete dies die erste Teilnahme überhaupt. Polen, das seit der verpassten Qualifikation für die WM 2010 von Franciszek Smuda trainiert wurde, bestritt bis zur EM-Endrunde 33 Freundschaftsspiele. Davon wurden 14 gewonnen, darunter ein 2:1 gegen Argentinien, 11 endeten remis und acht wurden verloren.
Bei der Auslosung der Endrundengruppen waren Polen und die Ukraine sowie die beiden WM-Finalisten Spanien und die Niederlande als Gruppenköpfe gesetzt und Polen vorab der Gruppe zugeordnet, die in Warschau das Eröffnungsspiel austragen sollte. Zugelost wurden den Polen Ex-Europameister Griechenland, sowie Russland und Tschechien, die Nachfolger von zwei anderen Ex-Europameistern. Im Eröffnungsspiel gegen die Griechen brachte Robert Lewandowski die Polen in der 17. Minute mit dem ersten Tor des Turniers in Führung. In der 51. Minute konnten die Griechen aber ausgleichen und hatten in der 70. Minute die Chance in Führung zu gehen: Nach einer Notbremse von Torwart Wojciech Szczęsny im Strafraum erhielt dieser die Rote Karte und die Griechen einen Elfmeter zugesprochen. Diesen konnte der eingewechselte Ersatztorhüter Przemysław Tytoń aber halten. In der restlichen Spielzeit gelang dann beiden Mannschaften kein weiteres Tor und so trennten sie sich mit 1:1. Tytoń stand dann auch in den beiden folgenden Spielen im Tor, obwohl Szczęsny nur für ein Spiel gesperrt wurde. Im zweiten Spiel gegen Russland konnten die Polen ihrerseits einen Rückstand ausgleichen, aber auch dieses Spiel endete 1:1. Vor dem letzten Spiel gegen Tschechien bestand aber noch die Chance das Viertelfinale zu erreichen, wenn gegen den Nachbarn gewonnen würde. In einem hart umkämpften Spiel mit acht Gelben Karten verlor Polen mit 0:1 und schied damit als Gruppenletzter aus, da Griechenland gegen Russland ebenfalls mit 1:0 gewann. Mit dem EM-Aus endete die Amtszeit von Smuda, ihm folgte Waldemar Fornalik, der aber die WM 2014 verpasste und danach entlassen wurde. Griechen und Tschechen scheiterten im Viertelfinale.

## Endrunden mit 24 Teilnehmern

### EM 2016

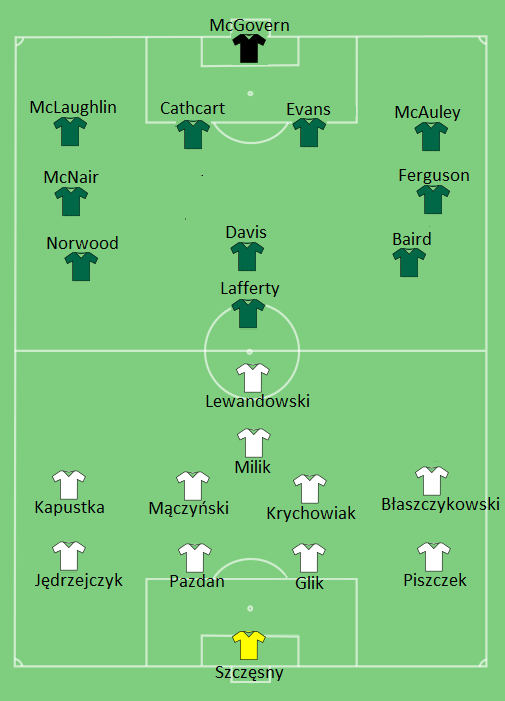
Startaufstellungen beim ersten Sieg der Polen in einem EM-Spiel

An der EM nehmen erstmals 24 Mannschaften teil. Für die Auslosung der Qualifikationsgruppen, die am 23. Februar 2014 erfolgte, waren die Polen in Topf 3 gesetzt. Die Polen wurde in Gruppe D mit Weltmeister Deutschland gelost. Aus den anderen Töpfen wurden zugelost: Irland, Schottland, Georgien und das erstmals teilnehmende Gibraltar.
Die beiden Gruppenersten qualifizieren sich direkt für die EM-Endrunde. Sollte die drittplatzierte Mannschaft bester Gruppendritter sein, ist sie ebenfalls direkt qualifiziert. Die übrigen Gruppendritten spielen in Playoffs vier weitere Teilnehmer aus.
Die nun von Adam Nawałka trainierten Polen starteten mit einem 7:0 in Gibraltar und gewannen dann mit 2:0 erstmals ein Spiel gegen Deutschland. Nach einem 2:2 im Heimspiel gegen Schottland folgte ein 4:0 in Georgien und ein 1:1 in Irland. Damit lagen die Polen nach der Hälfte der Spiele mit den meisten Toren und wenigsten Gegentoren auf Platz 1, hatten aber nur einen Punkt Vorsprung vor Deutschland und Schottland. Nach einer Niederlage im Rückspiel in Deutschland fiel Polen auf Platz 2 zurück, hatte aber nach einem 8:1 gegen Gibraltar mindestens die Playoffs der Gruppendritten erreicht. Nach einem 2:2 in Schottland und einem 2:1 gegen Irland im letzten Spiel qualifizierten sich die Polen als Gruppenzweiter für die Endrunde und erzielten insgesamt die meisten Tore (33) aller 53 Mannschaften, wovon allein Robert Lewandowski dreizehn erzielen konnte, der damit den acht Jahre alten Qualifikationsrekord des Nordiren David Healy einstellte.
Die Nordiren waren dann bei der Endrunde in Frankreich erster Gruppengegner und mit einem 1:0 konnten die Polen erstmals ein EM-Spiel gewinnen. Im zweiten Spiel trennten sie sich torlos von Qualifikationsgegner Deutschland und gewannen dann gegen die Ukraine mit 1:0, so dass sie als Gruppenzweiter erstmals die K.-o.-Runde einer EM erreichten, wo sie im Achtelfinale auf die Schweiz trafen, die in ihrer Gruppe ebenfalls Zweite wurde. Die Polen gingen in der 39. Minute nach einem Konter in Führung, wurden in der zweiten Halbzeit aber weitgehend in die eigene Hälfte zurückgedrängt und mussten in der 82. Minute den Ausgleich hinnehmen und retteten sich dann zunächst in die Verlängerung und in dieser in ihr erstes Elfmeterschießen bei einem großen Turnier. In diesem trafen alle fünf polnischen Schützen, wogegen ein Schweizer das Tor weit verfehlte. Damit standen sie erstmals in einem Viertelfinale bei einem großen Turnier und trafen auf Portugal. Nach einer frühen Führung in der zweiten Minute durch das erste Turniertor von Lewandowski konnten sie das Spiel nie dominieren und mussten 30 Minuten später den Ausgleich hinnehmen. Danach gab es keine großen Torchancen mehr und nach 120 Minuten kam es wieder zum Elfmeterschießen in dem Błaszczykowski als einziger Schütze am gegnerischen Torhüter scheiterte. Portugal konnte dann später erstmals den Titel gewinnen.

### EM 2021
Für die paneuropäische EM hatte sich Polen zunächst mit dem für die EM 2012 erbauten Stadion Narodowy als Ausrichter von Spielen beworben, die Bewerbung dann aber zurückgezogen, so dass 2021 keine EM-Spiele in Polen stattfinden werden. In der Qualifikation traf Polen auf Österreich, Israel, Slowenien, Nordmazedonien und Lettland. Die Polen gewannen von den ersten acht Spielen sechs, trennten sich von Österreich torlos und verloren nur in Slowenien. Da sich auch die anderen Mannschaften gegenseitig Punkte wegnahmen, gelang am achten Spieltag die vorzeitige Qualifikation.
Bei der Auslosung am 30. November 2019 wurden die Polen der Gruppe mit Spanien zugelost. Weitere Gegner waren Schweden und die Slowakei, die sich im März 2021 noch über die Playoffs qualifizieren konnte. Im Januar 2021 wurde Jerzy Brzęczek als Nationaltrainer entlassen. Nachfolger wurde der Portugiese Paulo Sousa, der als Spieler an den EM-Endrunden 1996 und 2000 teilgenommen hatte. Die Polen starteten mit einer 1:2-Niederlage gegen die Slowakei, erreichten dann gegen Spanien ein 1:1 und schieden durch eine 2:3-Niederlage gegen Schweden aus.

### EM 2024
Für die zweite EM in Deutschland konnte sich Polen über den Umweg der Play-offs qualifizieren. In der Qualifikation hatten sie zunächst hinter Albanien und Tschechien nur den dritten Platz belegt. Da sich außer Polen und Wales alle Mannschaft der Liga A der UEFA Nations League 2022/23 direkt qualifiziert hatten, stand diesen beiden Mannschaften noch der Weg über die Play-offs offen. Dabei gewannen die Polen zunächst im Halbfinale gegen Estland mit 5:1 und Wales gegen Finnland mit 4:1. In der Nationsleague hatten die Polen beide Spiele gegen Wales gewonnen, im Play-off-Finale gelang aber keiner Mannschaft in 120 Minuten ein Tor, so dass das Elfmeterschießen entscheiden musste. Nachdem neun Schützen erfolgreich waren, konnte der polnische Torhüter Wojciech Szczęsny den Schuss des letzten Walisers halten und damit seiner Mannschaft das EM-Ticket sichern. Bei der Auslosung der Endrundengruppen im Dezember 2023 wurden Platzhalter für die drei noch nicht qualifizierten Mannschaften aus Topf 4 gezogen. Der Platzhalter den letztlich die polnische Mannschaft besetzte wurde der Gruppe mit Frankreich, den Niederlanden und Österreich zugelost. Die Polen starteten mit einer 1:2-Niederlage gegen die Niederlande in die Endrunde und verloren dann gegen Österreich mit 1:3, womit sie schon keine Chance mehr hatten sich für die K.-o.-Runde zu qualifizieren. Im letzten Gruppenspiel holten sie noch ein 1:1-Remis gegen Frankreich.

## Spieler mit den meisten Einsätzen bei Europameisterschaften

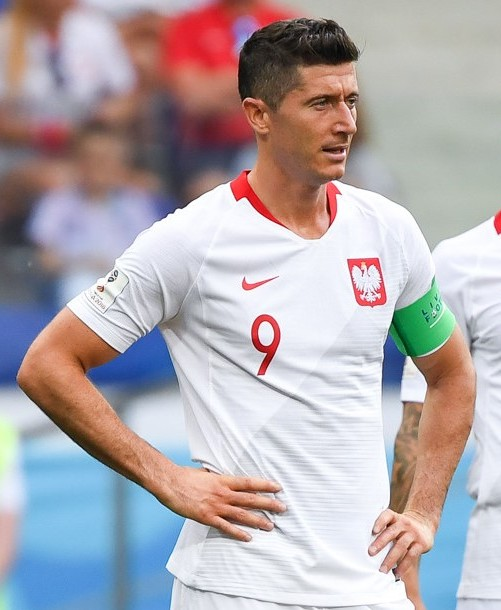
Robert Lewandowski, Spieler mit den meisten (EM-)Spielen und -Toren für Polen

| Spiele | Spieler               | Jahr (Spiele)                          |
| ------ | --------------------- | -------------------------------------- |
| 13     | Robert Lewandowski    | 2012 (3), 2016 (5), 2021 (3), 2024 (2) |
| 8      | Jakub Błaszczykowski  | 2008 (0), 2012 (3), 2016 (5)           |
|        | Łukasz Piszczek       | 2008 (1), 2012 (3), 2016 (4)           |
|        | Kamil Glik            | 2016 (5), 2021 (3)                     |
| 7      | Grzegorz Krychowiak   | 2016 (5), 2021 (2)                     |
|        | Wojciech Szczęsny     | 2012 (1), 2016 (1), 2021 (3), 2024 (2) |
|        | Kamil Grosicki        | 2012 (1), 2016 (5), 2024 (1)           |
|        | Piotr Zieliński       | 2016 (1), 2021 (3), 2024 (3)           |
| 6      | Marcin Wasilewski     | 2008 (3), 2012 (3)                     |
|        | Jan Bednarek          | 2021 (3), 2024 (3)                     |
|        | Przemysław Frankowski | 2021 (3), 2024 (3)                     |
|        | Karol Świderski       | 2021 (3), 2024 (3)                     |
| 5      | Dariusz Dudka         | 2008 (3), 2012 (2)                     |
|        | Artur Jędrzejczyk     | 2016 (5)                               |
|        | Tomasz Jodłowiec      | 2016 (5)                               |
|        | Arkadiusz Milik       | 2016 (5)                               |
|        | Rafał Murawski        | 2008 (2), 2012 (3)                     |
|        | Michał Pazdan         | 2016 (5)                               |
|        | Jakub Moder           | 2021 (2), 2024 (3)                     |

## Spieler mit den meisten Toren bei Europameisterschaften
| Tore | Spieler              | Jahr (Tore)                            |
| ---- | -------------------- | -------------------------------------- |
| 6    | Robert Lewandowski   | 2012 (1), 2016 (1), 2021 (3), 2024 (1) |
| 3    | Jakub Błaszczykowski | 2012 (1), 2016 (2)                     |
| 1    | Roger Guerreiro      | 2008 (1)                               |
|      | Karol Linetty        | 2021 (1)                               |
|      | Arkadiusz Milik      | 2016 (1)                               |
|      | Adam Buksa           | 2024 (1)                               |
|      | Krzysztof Piątek     | 2024 (1)                               |

Stand: 25. Juni 2024

## Bei Europameisterschaften gesperrte Spieler
- 2008 erhielt Mariusz Lewandowski im letzten Gruppenspiel die zweite Gelbe Karte, da Polen ausschied, hatte sie keinen Effekt.
- 2012 erhielt Torwart Wojciech Szczęsny im Eröffnungsspiel wegen einer Notbremse die Rote Karte und wurde für das zweite Gruppenspiel gesperrt, wurde aber auch im letzten Gruppenspiel nicht eingesetzt. In diesem erhielt Eugen Polanski die zweite Gelbe Karte, da Polen ausschied, hatte sie keinen Effekt.
- 2016 erhielt Bartosz Kapustka im letzten Gruppenspiel die zweite Gelbe Karte und war für das Achtelfinale gesperrt. Im Viertelfinale erhielt Artur Jędrzejczyk ebenfalls die zweite Gelbe Karte, die aber keinen Effekt hatte da Polen ausschied.
- 2021 erhielt Grzegorz Krychowiak im ersten Gruppenspiel die Gelb-Rote Karte und war für das zweite Gruppenspiel gesperrt.

## Anteil der im Ausland spielenden Spieler im EM-Kader
Legionäre stellten in den drei EM-Kadern immer das Hauptkontingent.
| Jahr (Spiele) | Anzahl (Länder) | Spieler (Einsätze) |
| ------------- | --- | --- |
| 2008 (3)      | 13 (1 in Belgien, 2 in Deutschland, 2 in England, 2 in Griechenland, 1 in Österreich, 1 in Rumänien, 1 in Russland, 1 in Schottland, 1 in Spanien, 1 in der Ukraine) | Marcin Wasilewski (3); Jacek Krzynówek (3), Łukasz Piszczek (1); Łukasz Fabiański (0) Marek Saganowski (3); Michał Żewłakow (3), Maciej Żurawski (1); Jacek Bąk (2); Paweł Golański (2); Mariusz Jop (1); Artur Boruc (3); Euzebiusz Smolarek (3); Mariusz Lewandowski (3) |
| 2012 (3)      | 17 (1 in Belgien, 7 in Deutschland, 1 in England, 3 in Frankreich, 1 in den Niederlanden, 1 in Russland, 1 in Schottland, 2 in der Türkei)                           | Marcin Wasilewski (3); Jakub Błaszczykowski (3), Sebastian Boenisch (3), Robert Lewandowski (3), Adam Matuschyk (1), Łukasz Piszczek (3), Eugen Polanski (3), Artur Sobiech (0); Wojciech Szczęsny (1); Dariusz Dudka (2), Ludovic Obraniak (3), Damien Perquis (3); Przemysław Tytoń (3); Maciej Rybus (1); Paweł Brożek (2); Kamil Grosicki (1), Adrian Mierzejewski (2) |
| 2016 (5)      | 13 (2 in Deutschland, 1 in England, 1 in Frankreich, 6 in Italien, 1 in den Niederlanden, 1 Spanien, 1 in Wales 1)                                                   | Robert Lewandowski (5), Łukasz Piszczek (5); Artur Boruc; Kamil Grosicki (5); Jakub Błaszczykowski (5), Thiago Cionek (1), Kamil Glik (5), Bartosz Salamon, Wojciech Szczęsny (1), Piotr Zieliński (1); Arkadiusz Milik (5); Grzegorz Krychowiak (5); Łukasz Fabiański (4) |
| 2021 (3)      | 22 (2 in Deutschland, 7 in England, 1 in Frankreich, 1 in Griechenland, 7 in Italien, 2 in Russland, 1 der Ukraine, 1 in den USA)                                    | Dawid Kownacki 1, Robert Lewandowski (3); Jan Bednarek (3), Lukasz Fabianski, Michał Helik 2, Kamil Jóźwiak 2 (3), Mateusz Klich (3), Jakub Moder (2), Przemysław Płacheta 2 (1); Arkadiusz Milik; Karol Świderski (3); Bartosz Bereszyński (3), Paweł Dawidowicz (1), Kamil Glik (3), Karol Linetty (2), Lukasz Skorupski, Wojciech Szczesny (3), Piotr Zieliński (3); Grzegorz Krychowiak (2), Maciej Rybus (1); Tomasz Kędziora; Przemysław Frankowski (3)                                               |
| 2024 (3)      | 22 (1 in Belgien, 1 in Bulgarien, 1 in Deutschland 1, 3 in England 3, 2 in Frankreich, 1 in Griechenland, 9 in Italien, 1 in Spanien, 3 der Türkei, 1 in den USA)    | Michał Skóraś (1); Jakub Piotrowski (2); Tymoteusz Puchacz (0); Jan Bednarek (3), Jakub Kiwior (3), Jakub Moder (3); Marcin Bułka (0), Przemysław Frankowski (3); Bartosz Bereszyński (1), Paweł Dawidowicz (2), Damian Szymański (0); Lukasz Skorupski (1), Karol Świderski (3), Wojciech Szczęsny (2), Kacper Urbański (3), Sebastian Walukiewicz (0), Nicola Zalewski (3), Piotr Zieliński (3); Robert Lewandowski (2); Adam Buksa (2), Krzysztof Piątek (1), Sebastian Szymański (2); Bartosz Slisz (2) |

Stand: 25. Juni 2024

## Besonderheiten
- Ältester Gegentorschütze: Ivica Vastić (Österreich), geboren am 29. September 1969, im Spiel Österreich – Polen bei der EM 2008 mit 38 Jahren und 257 Tagen

## Spiele
Die Polen bestritten bisher 17 EM-Spiele, davon wurden nur zwei gewonnen, acht endeten remis und sieben wurden verloren. Zwei Spiele mussten verlängert werden, wovon je eins im Elfmeterschießen gewonnen und verloren wurde. Die Polen nahmen einmal als Gastgeber am Eröffnungsspiel der EM teil, spielten zweimal gegen einen Gastgeber und hatten drei Heimspiele. Sie spielten nie gegen den Titelverteidiger, aber einmal gegen den späteren Europameister und achtmal gegen Ex-Europameister (inkl. Russland und Tschechien, die Nachfolger der UdSSR bzw. Tschechoslowakei).
Keins der bisherigen Spiele bedeutete die höchste Niederlage gegen diese Länder, gegen Deutschland wurde aber nie höher verloren (drei Freundschaftsspiele endeten ebenfalls 0:2, eins 1:3 ebenso wie ein EM-Qualifikationsspiel).
| Alle EM-Spiele |               |                      |              |   |                        |                 |                                                                             |
| Nr.            | Datum         | Ergebnis             | Gegner       |   | Austragungsort         | Anlass          | Bemerkungen                                                                 |
| 1              | 8. Juni 2008  | 0:2 (0:1)            | Deutschland  | * | Klagenfurt (AUT)       | Gruppenspiel    |                                                                             |
| 2              | 12. Juni 2008 | 1:1 (1:0)            | Österreich   | A | Wien (AUT)             | Gruppenspiel    |                                                                             |
| 3              | 16. Juni 2008 | 0:1 (0:0)            | Kroatien     | * | Klagenfurt (AUT)       | Gruppenspiel    |                                                                             |
| 4              | 8. Juni 2012  | 1:1 (1:0)            | Griechenland | H | Warschau               | Eröffnungsspiel |                                                                             |
| 5              | 12. Juni 2012 | 1:1 (0:1)            | Russland     | H | Warschau               | Gruppenspiel    |                                                                             |
| 6              | 16. Juni 2012 | 0:1 (0:0)            | Tschechien   | H | Breslau                | Gruppenspiel    | Polen scheidet als Gruppenletzter aus, letztes Spiel unter Franciszek Smuda |
| 7              | 12. Juni 2016 | 1:0 (0:0)            | Nordirland   | * | Nizza (FRA)            | Gruppenspiel    | Erstes EM-Spiel von Gegner Nordirland                                       |
| 8              | 16. Juni 2016 | 0:0                  | Deutschland  | * | Saint-Denis (FRA)      | Gruppenspiel    |                                                                             |
| 9              | 21. Juni 2016 | 1:0 (0:0)            | Ukraine      | * | Marseille (FRA)        | Gruppenspiel    |                                                                             |
| 10             | 25. Juni 2016 | 1:1 n. V.; 5:4 i. E. | Schweiz      | * | Saint-Étienne (FRA)    | Achtelfinale    |                                                                             |
| 11             | 30. Juni 2016 | 1:1 n. V.; 3:5 i. E. | Portugal     | * | Marseille (FRA)        | Viertelfinale   |                                                                             |
| 12             | 14. Juni 2021 | 1:2                  | Slowakei     | * | Sankt Petersburg (RUS) | Gruppenspiel    |                                                                             |
| 13             | 19. Juni 2021 | 1:1                  | Spanien      | A | Bilbao (ESP)           | Gruppenspiel    |                                                                             |
| 14             | 23. Juni 2021 | 2:3                  | Schweden     | * | Sankt Petersburg (RUS) | Gruppenspiel    | Polen scheidet als Gruppenletzter aus                                       |
| 15             | 16. Juni 2024 | 1:2                  | Niederlande  | * | Hamburg (DEU)          | Gruppenspiel    |                                                                             |
| 16             | 21. Juni 2024 | 1:3                  | Österreich   | * | Berlin (DEU)           | Gruppenspiel    |                                                                             |
| 17             | 25. Juni 2024 | 1:1                  | Frankreich   | * | Dortmund (DEU)         | Gruppenspiel    |                                                                             |